# Набу-мукин-апли
Набу-мукин-апли — царь Вавилонии, правил приблизительно в 979 — 943 годах до н. э.
Основатель VIII Вавилонской династии. Из Синхронической истории известно, что он был современником ассирийского царя Тиглатпаласара II.
В его царствование набеги арамеев были особенно дерзки и доходили до Вавилона и Борсиппы так, что царь не всегда мог в весенний праздник Нового года совершить обычную церемонию и статуя бога Набу не могла быть доставлена по Евфрату в Вавилон.

## Биография
Период его правления падает на середину так называемых Вавилонских тёмных веков и, следовательно, характеризуется крайней скудностью древних источников. Он упоминается в Eclectic Хроника, но без сохранившихся исторических сведений.
Религиозные Хроники наиболее подробно повествует о его царствовании. Праздник Нового года (Акиту) не мог быть справлен на протяжении девяти лет подряд, потому что «арамеи были враждебны». Храм Набу находится в соседнем городе Борсиппа и праздник, казалось, включал перевозку культовых идолов в город Вавилон (Набу «посещал» своего отца и главного бога Мардука). В период его правления племена Калду (халдеи) поселились в Стране Моря на крайнем юге Месопотамии.
На межевом камне (так называемом кудурру) из Сиппара (на фото), в южном Ираке, отражена история правового спора о владении недвижимостью в районе города Ша-мамиту. Он раньше был собственностью Арад-Сибитти, губернатора провинции, бит-Аби-Ратташ, но прошли через брак в семье Буруша, лук-мейкера. Чтобы усложнить, Арад-Сибитти нечаянно убил раба Буруша с стрелкой на ранних правления Нинурта-кудурри-уцура I, ок. 987—985 до н. Буруша пришлось заплатить 887 сиклей для обеспечения титула против различных залогов введенные кредиторов Арад-Сибитти в. Три царских сына, перечислены в качестве свидетелей в поселок. Существует ещё один фрагмент кудурру, но он сильно повреждён и не дает полезную информацию о его правлении. Один неопубликованный хозяйственный текст в Женевском музее искусства и истории, приурочивается к его правлению.
Его младший сын, Римут-или, действовал как šatam ekurrāti, смотритель храма. Его преемниками стали другие его сыновья, сначала на 8 месяцев Нинурта-кудурри-уцур II, а затем Мар-бити-аххе-иддин, на пока ещё неопределенный период.
Правил Набу-мукин-апли 36 лет.